# Philautus surrufus
Philautus surrufus es una especie de ranas de la familia Rhacophoridae.

## Distribución geográfica
Es endémica del noroeste de Mindanao (Filipinas).

## Estado de conservación
Se encuentra amenazada por la pérdida de su hábitat natural.